# 池湖遗址
池湖遗址，位于中国福建省光泽县崇仁乡池湖村，2001年1月20日，公布为一个省级文物保护单位，类型为古遗址，为第五批福建省文物保护单位。2013年，中国国务院公布为第七批全国重点文物保护单位（古遗址）。
池湖遗址的历史年代为青铜时代。